# Quatuor Arriaga
Pour les articles homonymes, voir Arriaga.
Le Quatuor Arriaga est un quatuor à cordes belge fondé en 1980.

## Historique
Le Quatuor Arriaga, dont le nom se réfère au compositeur Juan Crisóstomo de Arriaga, surnommé le « Mozart espagnol », est un quatuor à cordes belge fondé en 1980.
L'ensemble s'inscrit dans la tradition du Quatuor Pro Arte.
Les membres de la formation ont travaillé avec le Quatuor Juilliard et fondé un festival annuel de musique de chambre à Bruges.
Le Quatuor Arriaga se consacre particulièrement aux répertoires peu courus.

## Membres
Les membres de l'ensemble sont :
- premier violon : Michael Guttman ;
- second violon : Ivo Lintermans ;
- alto : Jacques Dupriez, Marc Tooten ;
- violoncelle : Luc Tooten.

## Créations
Le Quatuor Arriaga est le créateur de plusieurs œuvres, de Peter Cabus (Quatuors nos 3 et 4), Frits Celis (nl) (Quintette), André Laporte (en) (Quatuor no 1), Pietr Swerts (Quatuor no 3), Dimitri Terzakis (en) (Quatuor) et Luc van Hove (Quatuor, Quintette), notamment. 